# Achituw
Achituw (hebr. אחיטוב) – moszaw położony w samorządzie regionu Emek Chefer, w Dystrykcie Centralnym, w Izraelu.

## Położenie
Leży w północno-wschodniej części równiny Szaron, w otoczeniu miasta Hadera, miasteczka Zemer, moszawów Omec i Sede Jicchak, oraz kibuców Ha-Mapil, En ha-Choresz, Giwat Chajjim (Ichud), Lahawot Chawiwa i Maggal.

## Historia
Moszaw został założony w 1951 roku przez żydowskich imigrantów z Iranu i Iraku. Nazwa odnosi się do postaci biblijnej, o której wspomina 1 Księga Samuela 14,3: „Achiasz syn Achituba, brata Ikaboda, syna Pinchasa, syna Helego, kapłana Pana w Szilo, nosił wtedy efod. Lud nie wiedział, że odszedł Jonatan.„

## Kultura i sport
W moszawie znajduje się ośrodek kultury oraz boisko do piłki nożnej.

## Gospodarka
Gospodarka moszawu opiera się na uprawach rolniczych w szklarniach. Uprawia się tutaj między innymi truskawki.

## Transport
Na wschód od moszawu przebiega autostrada nr 6, brak jednak możliwości bezpośredniego wjazdu na nią. Z moszawu wyjeżdża się na południe na drogę nr 581, którą jadąc na północny wschód dojeżdża się do kibucu Lahawot Chawiwa i drogi nr 5815 prowadzącej na wschód do kibucu Maggal, lub jadąc na zachód dojeżdża się do kibucu En ha-Choresz. Lokalna droga prowadzi na południe do Ha-Mapil, a droga nr 5803 prowadzi na południe do moszawu Omec.